# ドムス・アウレア

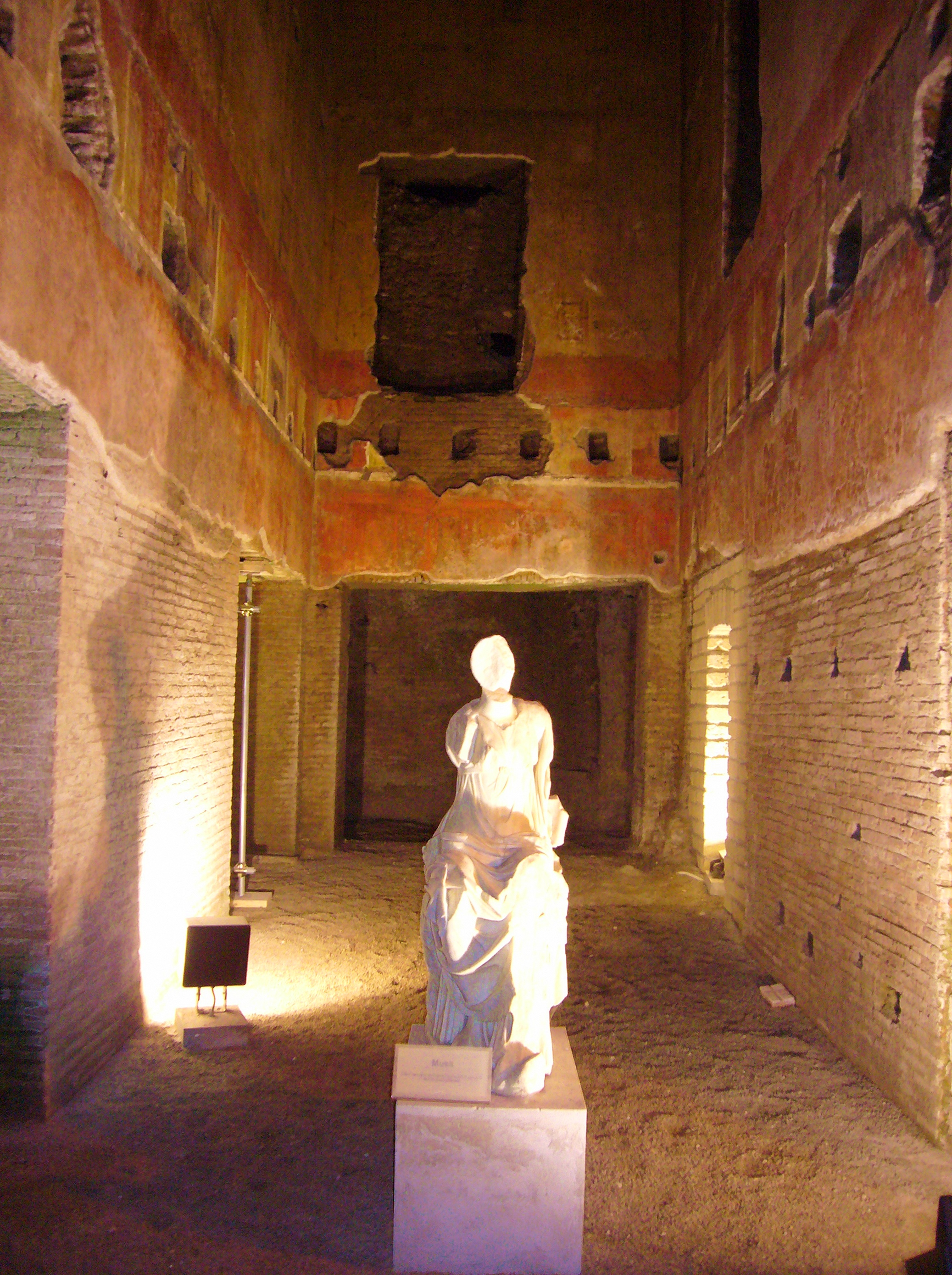
近年再公開されたドムス・アウレアにあるミューズ像

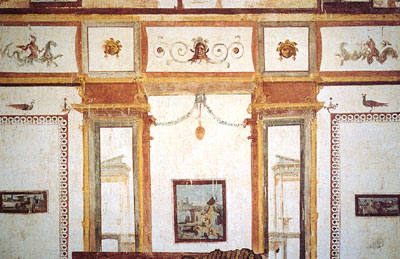
ドムス・アウレアの壁画の様式はラファエロによるバチカン宮殿の「スタンツェ」や、18世紀の新古典主義に影響を与えた。

ドムス・アウレア（Domus Aurea、黄金宮殿）は、ローマ帝国第5代皇帝ネロが建設した大宮殿。64年に起こったローマ大火の後に、ローマ市中心部に建設された大規模な宮殿で、このためにネロは市民の反感を買うことになった。16世紀には地下の洞窟「グロッタ」として知られており、その室内装飾はルネサンス美術にも影響を与えた。

## 概略
ドムス・アウレアは、64年のローマ大火後にネロが建設した宮殿である。その広大な敷地は50haとも150haとも言われる。伝統を保持していたローマ市において、ローマン・コンクリートの造形を追求した革新的な建築物であったと評価できるが、69年にこの宮殿に住んだウィテリウスは、優雅でないと酷評している。
宮殿の設計は建築家セウェルスと、機械装置を考案したケレルによって行われた。庭園を中心に多くの建築物が複合した宮殿で、その入り口には大列柱廊と37mの高さのネロのブロンズ像（コロッスス）を構え、天井から花弁と香水が降り注ぐ食堂、天空の如く回転するドームなどがあり、壁や床はモザイクで覆われていた。さらに、ギリシアなどからもたらされた美術品が無数に置かれていた。しかし、ネロの死後、104年に宮殿は火災に遭い、その敷地は次々と公共建築用地に転用され、急速に消滅した。このため、宮殿は文献からその姿を想像することしかできず、全容についてはよく分からない。宮殿の跡に建設されたものとしては、庭園にあった池の跡にウェスパシアヌスが建設したアンフィテアトルム・フラウィウムや、その北側に造営されたティトゥス浴場とトラヤヌス浴場などがある。
1480年代、あるいは1493年からオッピウス丘陵よりトンネルを掘って内部に侵入する試みが始まり、1490年代には、画家たちが地下歩廊から各部屋の装飾を見学するようになった。宮殿跡には、ここを訪れた多くの画家たちのサインが残っている。この宮殿跡は17世紀まで、一般にティトゥス浴場と考えられていたが、ラファエロ・サンティなど、一部の芸術家は、これがネロの宮殿であることを知っていた。

## ローマ建築の影響
帝政初期のローマ建築にあって、皇帝ネロが造形に与えた影響はかなり大きい。ネロはローマ芸術の保護者を自認しており、今日、皇帝浴場と呼ばれている建築の先駆けとなるネロ浴場、そしてドムス・アウレア（黄金宮殿）を建設した。前者についてはほとんど何も分かっていないが、後者はローマ市街を焦土と化した64年の大火災の後に建設された、誇大妄想的な巨大宮殿である。当時ローマ市は非常に密集した状態であったにもかかわらず、エスクイリヌスの丘（現エスクィリーノの丘）の斜面にテラスを造り、人工池（現在コロッセオがある場所）とこれを囲む庭園を見下ろす、すばらしい景観を眺めることができた。現在はトラヤヌス浴場の地下に残された一部のみが残る。八角形を半分にしたような中庭を挟んで、方形の中庭を囲む食堂などがある部分と八角堂のある部分に分かれ、おおまかな構成は当時の海辺に建設されたヴィッラそのものである。内部は大理石やモザイクを使った贅沢なもので、その装飾はルネサンス時代にグロテスクと呼ばれ、ラファエロ・サンティらに影響を与えた。しかし、この建物の真に革新的な部分は、ローマン・コンクリートによって構築されたヴォールト天井とドームが架けられた八角型の部屋である。八角堂の形式は他にみられないが、ドムス・アウレアではじめて採用されたとは考えにくいので、直接の原型があると考えられる。ドーム頂部からだけでなく、これに付随する部屋への採光を確保できるような造形は、オクタウィアヌスの時代から培われたローマン・コンクリートがあってはじめて成り立つもので、皇帝自らの邸宅に革新的な造形が採用されたことは、他の建築に新しい技術や意匠をもたらす契機となった。

## 現在の遺構

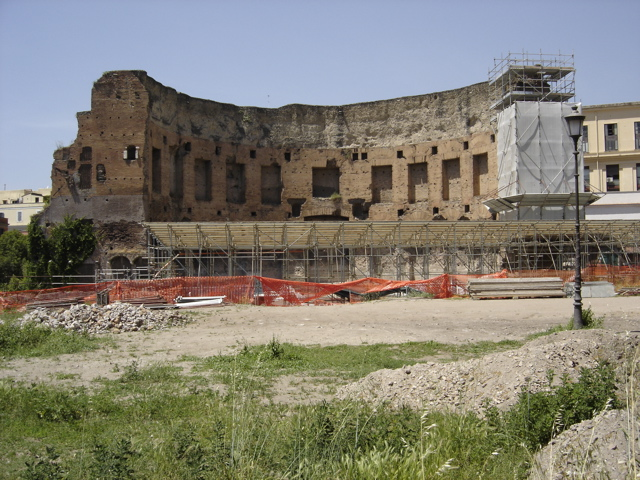
ドムス・アウレアは今日もなおトラヤヌス浴場の遺跡およびその周辺の公園の下に埋もれている。

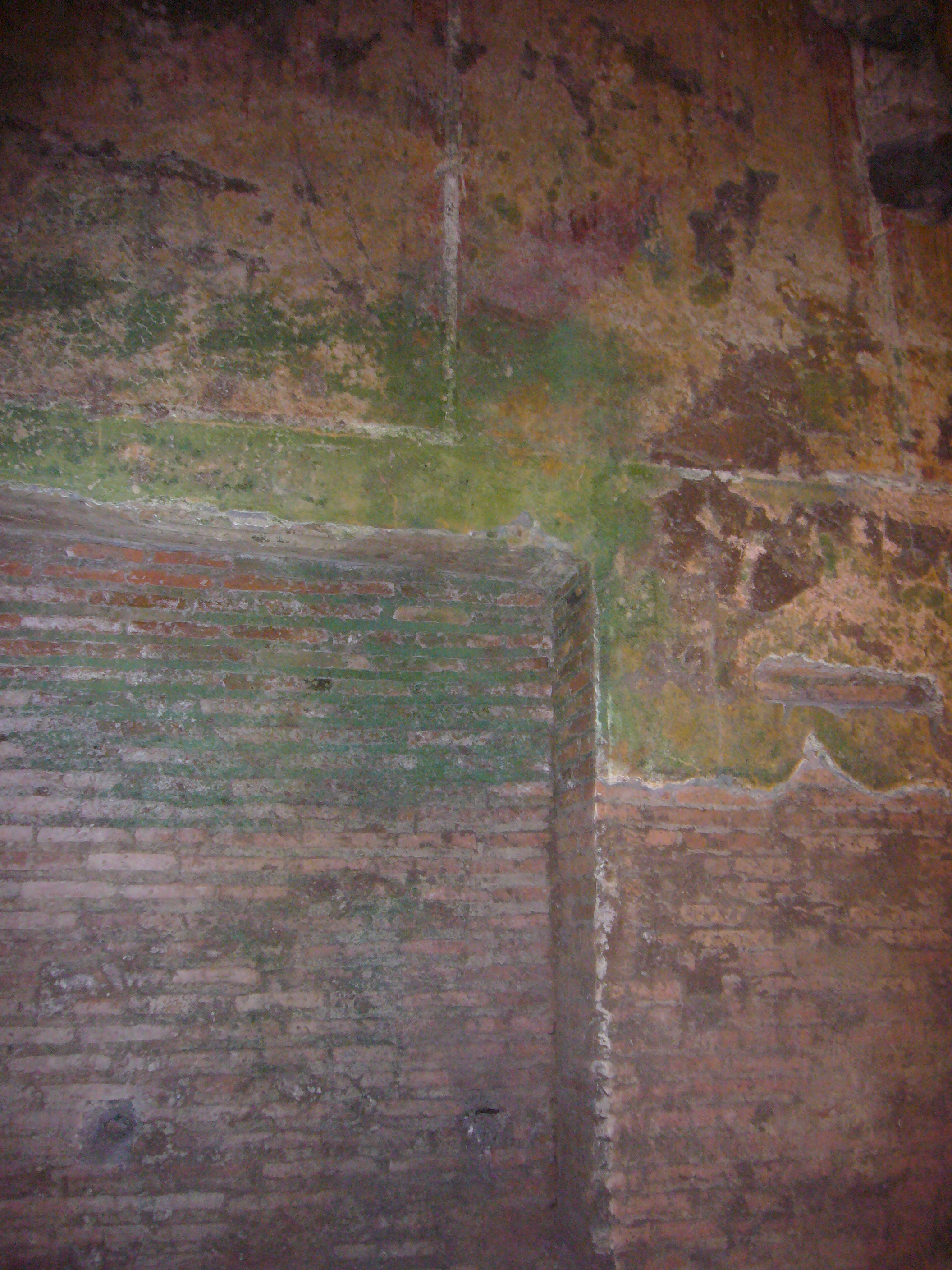
藻による損傷の痕跡。2007年2月。

ドムス・アウレアの一部で、現在まで比較的まとまった状態で残っているのは、トラヤヌス浴場を建設する際に埋められた、東西220m、南北70m程度の部分だけである。16世紀に「グロッタ」と呼ばれていたこの遺構のフレスコ画は、人や動物、植物などが連続する奇妙な装飾であり、ラファエロがバチカン宮殿回廊の内装に取り入れた。これが「グロッタ(grotto)で発見された古代美術」ということで、後にいわゆる「グロテスク」装飾と呼ばれるようになったものである。1506年には、付近の地中からラオコーン像が発見され、ミケランジェロに大きな感銘を与えた。
ドムス・アウレアは第二次世界大戦後の長期間をかけた修復工事のあと、1999年から一般に公開されるようになったが、大雨による被害があり2005年12月に再び閉鎖された。2010年03月に、地下遺構の天井部分が約60平方メートルにわたって崩落した。今回崩れた箇所は、2005年の大雨の被害により修復・補強工事のため閉鎖されていた。2019年5月、修復作業中に「秘密の部屋」と思しき小さな部屋が発見された。考古学チームは「秘密の部屋につながる穴を偶然発見した」と述べており、部屋はケンタウロスやパンなどのギリシャ神話に関する絵で彩られていたと語っている。同チームは「この発見は『紀元60年代のローマの雰囲気』を垣間見ることを可能とするものとしており、部屋はとても華やかで、保存状態も非常に良好だ」としている。
同チームは新たに発見されたこの部屋を「サーラ・デッラ・スフィンジェ（Sala della Sfinge、スフィンクスの間）」と命名した。